# Scaptomyza brunnimaculata
Scaptomyza brunnimaculata är en tvåvingeart som beskrevs av Hardy 1965. Scaptomyza brunnimaculata ingår i släktet Scaptomyza och familjen daggflugor. Inga underarter finns listade i Catalogue of Life.